# Campylomormyrus compressirostris
O Campylomormyrus compressirostris é uma espécie africana de peixe, cujas fêmeas escolhem seus parceiros de acordo com a carga elétrica existente entre os dois.